# (24654) Fossett
Pour les articles homonymes, voir Fossett (homonymie).
(24654) Fossett est un astéroïde de la ceinture principale d'astéroïdes de la famille de Hungaria, également aréocroiseur.

## Description
(24654) Fossett est un astéroïde de la ceinture principale d'astéroïdes, de la famille de Hungaria. Il présente une orbite caractérisée par un demi-grand axe de 1,89 UA, une excentricité de 0,16 et une inclinaison de 27,3° par rapport à l'écliptique.
Il est nommé d'après l'aventurier Steve Fossett.

## Compléments